# Chlorostilbon auriceps
A Chlorostilbon auriceps a madarak (Aves) osztályának a sarlósfecske-alakúak (Apodiformes) rendjéhez, ezen belül a kolibrifélék (Trochilidae) családjához tartozó faj.

## Rendszerezés
Eredetileg a villásfarkú smaragdkolibri (Chlorostilbon canivetii) alfaja volt, Chlorostilbon canivetii auriceps néven.

## Előfordulása
Mexikó területén honos. A természetes élőhelye szubtrópusi vagy trópusi száraz erdők, száraz szavannák, valamint szántók, legelők, ültetvények és városi területek.

## Külső hivatkozás
- Képek az interneten a fajról